# Żyła wodna
Żyła wodna – według radiestezji szczelina lub pozioma przestrzeń w obrębie warstwy nieprzepuszczalnej, wypełniona osadami przepuszczalnymi nasączonymi wodą. Według radiestetów żyły wodne przemieszczają się oraz wysyłają pionowe promieniowanie geopatyczne (niektórzy sprzedają urządzenia mające mu przeciwdziałać), wywierające niekorzystny wpływ na organizm człowieka znajdującego się nad taką żyłą. Według innych teorii żyły wodne tłumią „naturalne pole” ziemi. Radiesteci wyobrażają sobie żyły wodne jako podziemne kanały o średnicy od kilkudziesięciu centymetrów do kilkudziesięciu metrów, w których wartko płynie woda, czasami łącząc się z innymi żyłami. Hydrogeologia wyklucza istnienie tego typu tworów poza masywami skalnymi i krasowymi.
Kontrowersje wokół żył wodnych wynikają z braku jednoznacznych dowodów naukowych potwierdzających ich szkodliwość. Badania w tym temacie są często niejednoznaczne, a ich wyniki trudne do interpretacji. Sceptycy argumentują, że wpływ żył wodnych na zdrowie jest efektem placebo lub wynika z innych czynników środowiskowych, takich jak zanieczyszczenie powietrza, stres czy niezdrowy tryb życia. Mimo braku rozstrzygających dowodów naukowych, wiele osób jest przekonanych o negatywnym wpływie żył wodnych na ich zdrowie i samopoczucie. Subiektywne odczucia, takie jak bóle głowy, problemy ze snem czy chroniczne zmęczenie, są często przypisywane właśnie obecności tych podziemnych cieków.
Do diagnozowania obecności żył wodnych wykorzystuje się metody radiestezyjne, takie jak różdżkarstwo i wahadlarstwo, które polegają na wykrywaniu zmian w polu magnetycznym ziemi za pomocą specjalnych narzędzi. Obserwacja zachowania zwierząt (np. unikanie przez koty) i roślin (bujny wzrost w danym miejscu) również może być pomocna.
Do naturalnych metod neutralizacji wpływu żył wodnych zalicza się zmianę ustawienia łóżka, stosowanie roślin (np. paprocie, bluszcz, skrzydłokwiat, sansewieria gwinejska, kaktusy) oraz dbałość o higienę elektromagnetyczną w domu.
Według przeciwników radiestezji elementarne prawa fizyki wykluczają możliwość wysyłania przez nie jakiegokolwiek wystarczająco silnego promieniowania.